# 단위 분할

단위분할의 도식. 각 점에서 함수들의 합은 1이다.

수학에서 단위 분할(單位分割, 영어: partition of unity)은 공간을 총합이 1인 일련의 함수들을 사용해 분할하는 방법이다. 국소적 작도를 대역적으로 확장할 때 쓰인다.

## 정의
위상 공간 {\displaystyle X} 위의 단위 분할 {\displaystyle {\mathcal {F}}}은 다음 두 조건을 만족시키는 {\displaystyle X\to [0,1]} 연속 함수들의 집합이다.
- 모든 점 {\displaystyle x\in X}에 대하여, {\displaystyle |\{f\in {\mathcal {F}}\colon f|_{U_{x}}\neq 0\}|<\aleph _{0}}인 근방 {\displaystyle U_{x}\ni x}가 존재한다.
- 모든 점 {\displaystyle x\in X}에서, {\displaystyle \sum _{f\in {\mathcal {F}}}f(x)=1}이다.

위상 공간 {\displaystyle X}의 열린 덮개 {\displaystyle {\mathcal {U}}} 및 단위 분할 {\displaystyle {\mathcal {F}}}에 대하여, 만약 임의의 {\displaystyle f\in {\mathcal {F}}}에 대하여 {\displaystyle \operatorname {supp} f\subseteq U}인 {\displaystyle U\in {\mathcal {U}}}가 존재한다면, {\displaystyle {\mathcal {F}}}를 {\displaystyle {\mathcal {U}}}에 종속된 단위 분할(영어: partition of unity subordinate to {\displaystyle {\mathcal {U}}})이라고 한다.

## 성질
하우스도르프 공간의 경우, 다음 두 조건이 서로 동치이다.
- 파라콤팩트 공간이다.
- 임의의 열린 덮개에 대하여, 이에 종속된 단위 분할이 존재한다.

## 응용
미분기하학에서, 단위 분할은 유클리드 공간 위의 함수에 대하여 정의되는 성질들을 매끄러운 다양체 전체로 짜깁기하기 위하여 쓰인다. 예를 들어, 부피 형식의 적분을 정의하려면, 다양체의 좌표근방계에 종속되는 단위 분할을 찾아서, 각 단위 분할을 국소 좌표계를 사용하여 유클리드 공간으로 보내어 정의한다. 그 뒤, 이 정의가 좌표근방계의 선택 및 단위 분할의 선택에 의존하지 않음을 보여야 한다.